# Jalaluddin Haqqani
Mawlawi Jalaluddin Haqqani (c. 1939 - 3 de setembro de 2018) pai de Sirajuddin Haqqani, foi um líder militar afegão conhecido por seu envolvimento na luta contra os soviéticos no Afeganistão na década de 1980, especialmente durante a Operação Magistral, bem como por ter sido convidado pelo presidente Hamid Karzai para se tornar primeiro-ministro do Afeganistão. Ele pertence ao Jadran, uma tribo pashtun da província de Paktia.O governo dos EUA está oferecendo até US $ 5 milhões de recompensa por informações que levem à captura de em Sirajuddin Haqqani.Haqqani admitiu planejar o 14 de janeiro de 2008 ataque contra o Hotel Serena em Cabul matou seis pessoas, incluindo Esse cidadão americano Thor David Hesla, bem como de ter planejado a tentativa de assassinato em abril de 2008 o presidente afegão Hamid Karzai.